# Midway (Ohio)
Midway és una població dels Estats Units a l'estat d'Ohio. Segons el cens del 2000 tenia 274 habitants.

## Demografia
Segons el cens del 2000, Midway tenia 274 habitants, 110 habitatges, i 85 famílies. La densitat de població era de 377,8 habitants per km².
Dels 110 habitatges en un 38,2% hi vivien nens de menys de 18 anys, en un 60,9% hi vivien parelles casades, en un 10% dones solteres, i en un 22,7% no eren unitats familiars. En el 22,7% dels habitatges hi vivien persones soles el 13,6% de les quals corresponia a persones de 65 anys o més que vivien soles. El nombre mitjà de persones vivint en cada habitatge era de 2,49 i el nombre mitjà de persones que vivien en cada família era de 2,91.
Per edats la població es repartia de la següent manera: un 28,1% tenia menys de 18 anys, un 4,7% entre 18 i 24, un 24,8% entre 25 i 44, un 25,9% de 45 a 60 i un 16,4% 65 anys o més.
L'edat mediana era de 38 anys. Per cada 100 dones de 18 o més anys hi havia 93,1 homes.
La renda mediana per habitatge era de 39.464 $ i la renda mediana per família de 42.500 $. Els homes tenien una renda mediana de 34.167 $ mentre que les dones 25.714 $. La renda per capita de la població era de 17.990 $. Aproximadament el 2,2% de les famílies i el 3% de la població estaven per davall del llindar de pobresa.

## Poblacions més properes
El següent diagrama mostra les poblacions més properes.